# Schatz
Der Schatz bezeichnet einen kostbaren Besitz, einen wertvollen Fund oder auch allgemein einen physischen Bestand von Liquidität. Der Ort der Aufbewahrung ist üblicherweise eine besonders für diese Zwecke vorgesehene Schatzkammer, oder eine unorganisierte Sammlung in einem Hort. Ist der Schatz kein Fund, sondern einem Besitzer zugeordnet, wird meist eine Komposition gebildet, z. B. Staatsschatz oder Kirchenschatz. Verwaltet wird der Schatz von einem Schatzmeister, dessen Amt sich über den Gebrauch von Schatzkammern hinaus erhalten hat. Mit der Einführung von Buchgeld fiel die Notwendigkeit einer physischen Aufbewahrung von Liquidität nahezu vollständig weg und das Wort nahm historische oder übertragene Bedeutungen an, etwa als Kosewort für Partner oder als Wortschatz.

## Schatzfund
Eine besondere Form des Schatzerwerbs ist der Schatzfund. Er ist nach der Legaldefinition des § 984 BGB eine bewegliche Sache, die so lange verborgen war, dass sich ihr Eigentümer nicht mehr ermitteln lässt.

### Allgemeines

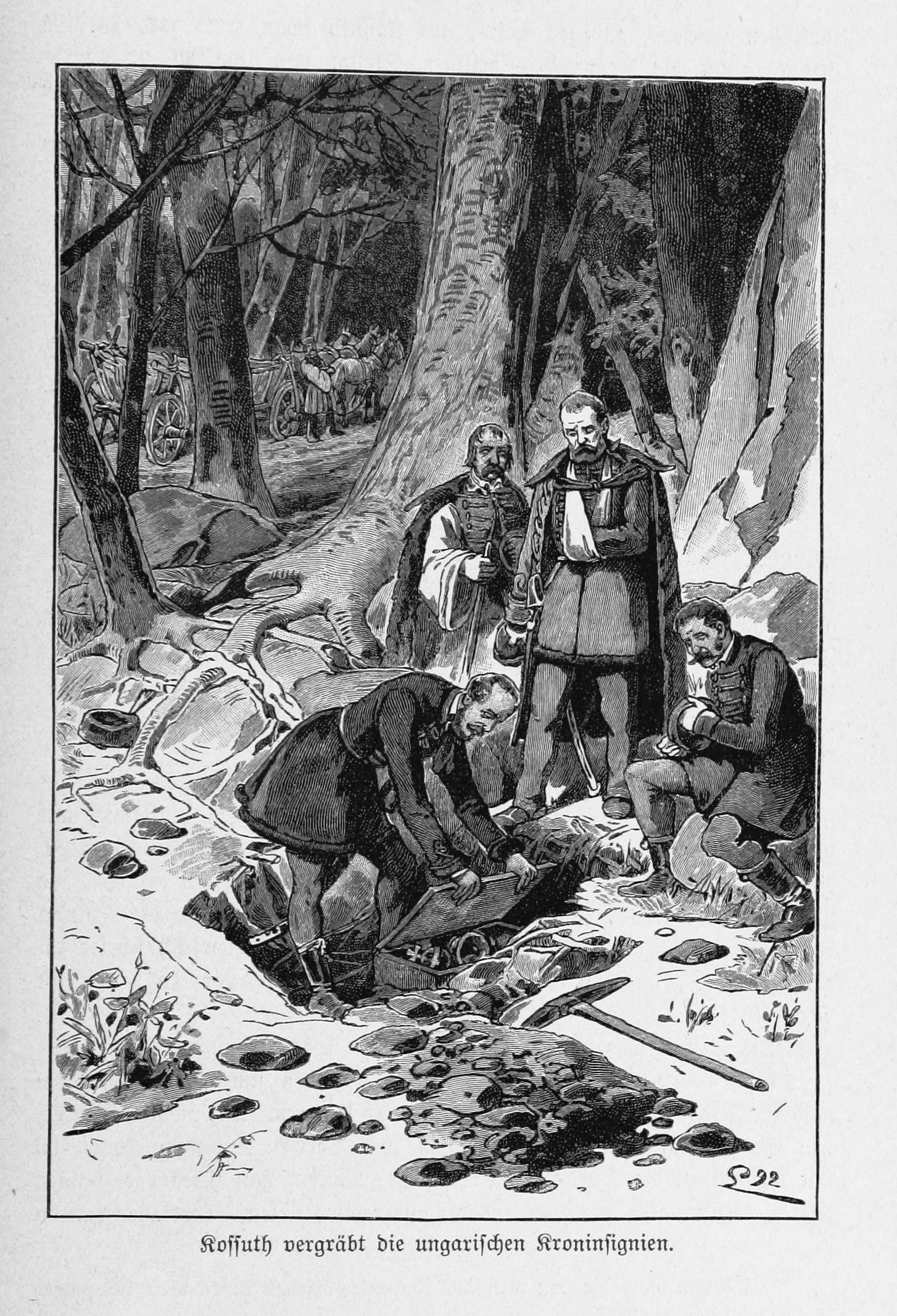
Lajos Kossuth vergräbt die ungarischen Kroninsignien 1848 in einem Wald nahe der Grenze zur Walachei

Der Normzweck des Fundrechts besteht einerseits darin, die Eigentumsrechte des Verlierers zu schützen, andererseits bei unbekannt bleibenden Verlierern einen originären Eigentumserwerb des Finders zu ermöglichen und damit die Eigentumsordnung zu bereinigen. Ein Schatz weist ferner mystische Züge auf, die ihn besonders von normalen Funden abheben und wertvoll machen. Das kommt in Meyers Großem Konversations-Lexikon von 1909 zum Ausdruck, das den Schatz als „im allgemeinen etwas Vorzügliches, mit Sorgfalt Bewahrtes; sodann vor allem eine Sache, die so lange verborgen gelegen hat, dass der Eigentümer nicht mehr zu ermitteln ist“ bezeichnet.

### Münzfund
Unter einem Münzfund versteht man alte, wieder aufgefundene Münzen. Bei Einzel- oder Streufunden handelt es sich meist um verlorene Münzen, bei Massen- bzw. Depotfunden (auch Schatzfunden) um solche, die in der Vergangenheit aus verschiedenen Gründen deponiert wurden.
Für Archäologen ist ein Fundstück nur dann verwertbar, wenn der Fundzusammenhang bekannt ist. Eine Münze ist losgelöst von jeglichem Kontext kaum als historische Quelle verwertbar. Münzfunde geben Auskunft über die Verbreitung von Münzen, ggf. über Handelswege, und ermöglichen die zeitliche Einordnung von Gegenständen, die mit dem Münzfund vergesellschaftet waren. Streufunde aus römischen Legionslagern belegen z. B. die Dauer der Belegung und teilweise auch erfolgte Truppenverlegungen.
In Deutschland gilt ein Münzfund als Schatz im Sinne von § 984 BGB und geht danach je zur Hälfte in den Besitz des Finders und des Eigentümers des Grundstückes oder Gegenstandes über, in dem sich der Münzfund befand; praktisch wird dies jedoch in fast allen Bundesländern durch Regelungen der Denkmalschutzgesetze überlagert, nach denen z. B. Abgabepflicht besteht. Der Fund muss gemeldet und einer wissenschaftlichen Bearbeitung zugänglich gemacht werden.

### Rechtsgrundlagen
Der Gesetzgeber sah deshalb einen Regelungsbedarf für alle dem ursprünglichen Eigentümer verloren gegangenen Sachen, bei denen wegen ihrer langen verborgenen Lagerung der Eigentümer nicht mehr zu ermitteln ist. Das ist der Kern der Legaldefinition des § 984 BGB, die gleichzeitig verlangt, dass ein Schatz entdeckt und infolge seiner Entdeckung vom Finder in Besitz genommen werden muss. Der Gesetzgeber hat sich beim Schatzfund mit dieser einen Bestimmung begnügt.

### Inhalt

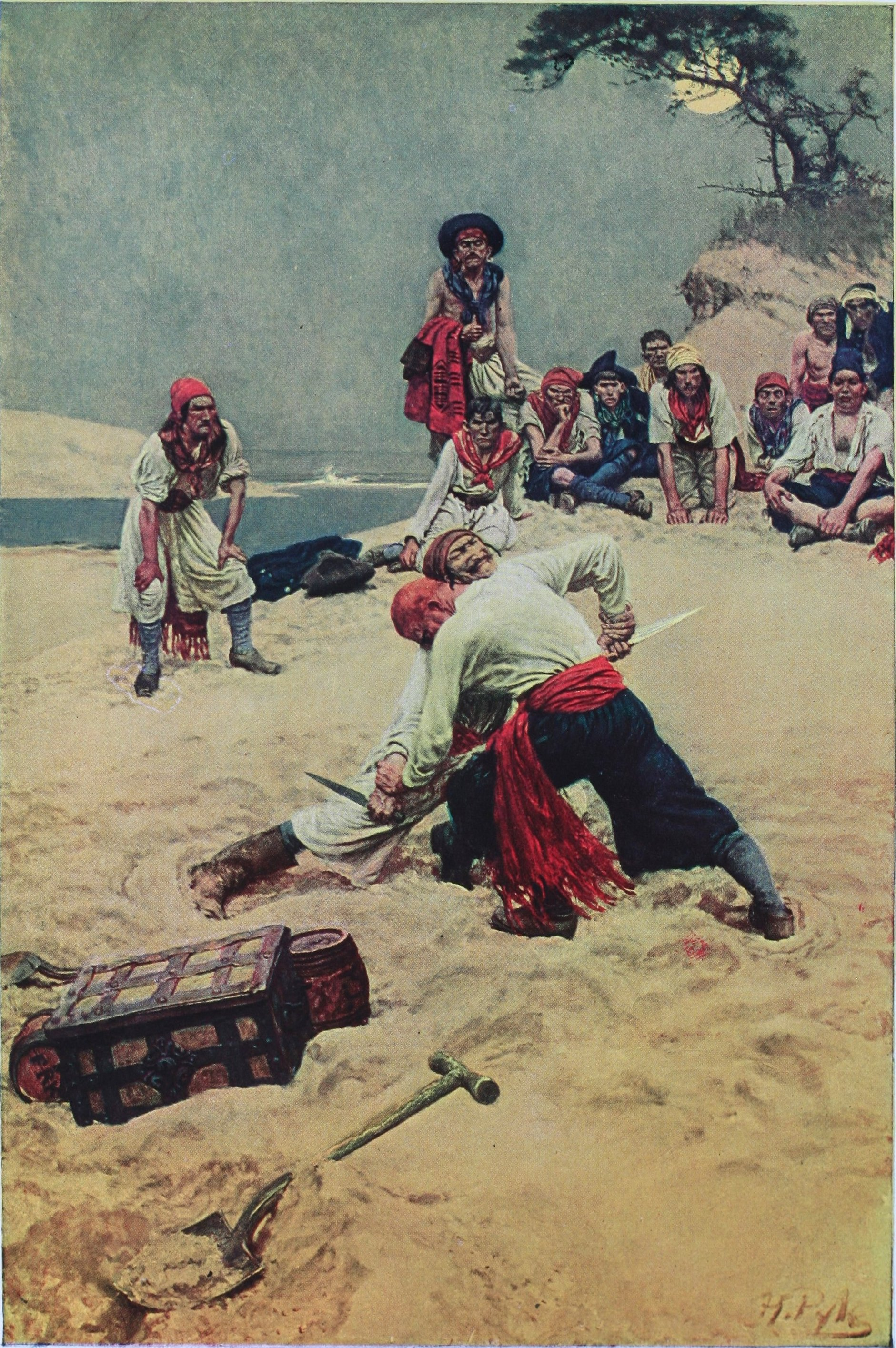
Piraten kämpfen um einen Schatz (Illustration aus Howard Pyle's Book of Pirates, 1903)

Während beim normalen Fund der Eigentümer der verlorenen Sachen bekannt oder ermittelbar ist, ist dies beim Schatzfund nicht der Fall. Verborgen ist eine (bewegliche) Sache, wenn sie nicht ohne weiteres sinnlich wahrnehmbar ist. Wenn der Eigentümer noch zu ermitteln ist, handelt es sich nicht um einen Schatz, sondern um einen Fund. Dieser Fund ist besitzlos, der Schatz ist zusätzlich auch herrenlos. Anders als beim Fund ist beim Schatz die Entdeckung entscheidend, nicht aber das Besitzergreifen. Der Finder entdeckt die Sache, indem er sie wahrnimmt und sie an sich nimmt. Zu klären ist schließlich, was unter „verborgen“ zu verstehen ist. Offen liegende Gegenstände sind nicht verborgen, wenn ihre Auffindung durch die Verhältnisse wesentlich erschwert ist. Verborgene Lagerung entzieht sich der menschlichen Wahrnehmung durch die Sinnesorgane. Die Entdeckung führt die lange verborgen gebliebene Sache wieder der menschlichen Nutzung zu, etwa durch Ausstellung in einem Museum. Entdecken ist ein Realakt, für den keine Geschäftsfähigkeit erforderlich ist. Anders als beim normalen Fund wird beim Schatzfund bereits dessen Entdeckung honoriert, denn schon mit der Entdeckung erwerben Entdecker und Grundstückseigentümer ein dingliches Anwartschaftsrecht auf den Schatz. Der Eigentumserwerb tritt dann durch Besitzergreifung ein.
Bleibt noch die Frage, wer als Entdecker eines Schatzes gilt. Bei Abbrucharbeiten im Jahre 1984 stieß ein Schaufelladerfahrer beim Abbruch eines Fundaments auf 23.200 Gold- und Silbermünzen aus dem Mittelalter. Dem Urteil des BGH zufolge stand das hälftige Miteigentum dem Schaufelladerfahrer und dem Land Schleswig-Holstein zu, denn der Arbeitgeber des Schaufelladerfahrers hatte durch seinen Arbeitnehmer nicht bewusst nach dem Schatz gesucht – es war ein Zufallsfund. Der Arbeitgeber gilt nur dann als Entdecker, wenn er konkret den Auftrag nach Schatzsuche an seine Arbeitnehmer erteilt hat.

### Rechtsfolgen
Allgemein kommen zwei potenzielle Eigentümer eines Schatzfundes in Frage, nämlich der Grundstückseigentümer des Grundstücks, auf dem der Schatz gefunden wurde (Akzessionsprinzip) oder der Finder (Okkupationsprinzip). Kaiser Hadrian fand einen Kompromiss, der jedem der beiden die Hälfte zuspricht (Hadrianische Teilung).
Die Rechtswirklichkeit folgt dem Sachsenspiegel: Schatzfunde oberhalb der Pflugtiefe bleiben bei den Findern, meist mit (stillschweigendem) Einverständnis der Grundeigentümer. Tiefer als 30 cm graben fast nur Amtsarchäologen. Unter der Pflugtiefe gehörte schon nach dem Sachsenspiegel alles dem König.
Den römischen Kompromiss greift bei Schatzfunden § 984 BGB auf, denn Finder und Grundstückseigentümer erwerben den Schatz je zur Hälfte; dabei handelt es sich um gemeinschaftliches (§§ 752 f. BGB) Miteigentum (§ 1008 f. BGB). Verheimlicht der Finder die gefundene Sache, begeht er Unterschlagung gegenüber dem Grundstückseigentümer (§ 246 StGB). Nur wenige Schatzfinder werden wegen Unterschlagung bestraft.
Das zivilrechtliche Eigentumsrecht wird in allen Bundesländern außer Bayern durch das öffentlich-rechtliche Denkmalschutzrecht überlagert. Das Landesrecht enthält teilweise eine Regelung – das so genannte Schatzregal – welches das Eigentumsrecht am Schatzfund unmittelbar dem Staat zuweist, oft als entschädigungslose Enteignung. Die Voraussetzung, dass der Schatzfund gemeldet wird, wird aber nicht oft erfüllt.

### Öffentlich-rechtliche Beschränkungen
Die meisten Bundesländer haben Denkmalschutzgesetze erlassen, die ein Graben nach Bodendenkmälern von einer behördlichen Genehmigung abhängig machen. Ein Schatzfund unterliegt danach einer Anzeigepflicht an die zuständige Behörde. Nach der Öffnungsklausel der Art. 3, Art. 73 EGBGB ist sogar ein Schatzregal zulässig, wonach ein Schatz beim Finden unmittelbar dem Staat als neuem Eigentümer zufällt. Mit Hilfe von Art. 73 EGBGB können die Länder bestimmen, dass kulturhistorisch oder wissenschaftlich bedeutende Funde mit ihrer Entdeckung in das Eigentum des Landes fallen.
Die Bestimmung lässt einen beim Inkrafttreten des BGB bestehenden Rechtszustand unangetastet, gestattet jedoch keine Weiterentwicklung dieses Rechts etwa auf Fossilienfunde. Art. 1 Abs. 2 EGBGB lässt zwar neue landesgesetzliche Vorschriften zu, aber nur hinsichtlich der Rechtsmaterie, die – hier in Art. 73 EGBGB – als unberührt bleibend aufgeführt worden ist. Demgemäß darf der Landesgesetzgeber – auch der eines Landes, in dem im Zeitpunkt des Inkrafttretens des BGB kein Schatzregal existierte – zwar weiterhin landesrechtliche Vorschriften über Regalien erlassen und diese auch inhaltlich verändern; der Gegenstand seiner Regelungen ist jedoch durch die Grenzen des traditionellen Regalbegriffs begrenzt. Fossilien – versteinerte Überreste vorgeschichtlicher Tiere und Pflanzen – haben niemals im Eigentum eines Menschen gestanden. Art. 73 in Verbindung mit Art. 1 Abs. 2 EGBGB kann deshalb für Regelungen über Fossilien nicht zur Begründung der Gesetzgebungsbefugnis des Landesgesetzgebers herangezogen werden. Die Zuständigkeit der Länder für den Denkmalschutz ergibt sich aus Art. 70 Abs. 1 GG.
Wegen des Schatzregals ist die praktische Bedeutung des § 984 BGB gering. Seitdem Nordrhein-Westfalen im Juli 2013 die Denkmalschutzbestimmungen verschärft hat und das Eigentum an Schatzfunden nunmehr unmittelbar dem Land gewährt, ist Bayern das einzige Bundesland ohne diese Regelung.

## Schatzsuche

### International
Schätze sind wertvolle Sachen, die lange Zeit versteckt, vergraben oder versunken waren und deren Existenz ungeklärt war. Bei vielen Schätzen verlieren sich dabei die Eigentumsverhältnisse im Dunkel der Geschichte. Verbesserte Ortungsverfahren und neuartige Bergungstechniken haben dazu geführt, dass bisher unentdeckte Schätze, insbesondere auf See, geborgen werden können. Professionelle Schatzsucher arbeiten systematisch an der Ortung und Bergung derartiger Schätze.
Für die Archäologie stellen Schatzsucher ein enormes Problem dar, da sie in der Regel am materiellen Wert interessiert sind und die Spurensicherung am Fundort zerstören. Schatzsucher vernichten damit in hohem Grade historisches Wissen.
Dabei sind meist mehrere Staaten involviert (Land des Bergungsunternehmens, Land des versunkenen Schiffs und ggf. Staat, zu dem das Bergungsgebiet gehört), so dass es zu kollidierenden Rechtssystemen kommen kann. Bei Funden auf hoher See sind Seerecht und Internationales Privatrecht anzuwenden. Im Seerecht gibt es eine „Doktrin staatlicher Immunität“, wonach bei Schiffen in Dienst auf nichtkommerziellen Fahrten deren Wracks im Eigentum der Länder bleiben, die ihnen den Auftrag erteilt hatten. Das internationale Privatrecht wird anwendbar, wenn Schätze außerhalb der 12-Meilen-Zone von einer Küste entfernt liegen. Auch ein UNESCO-Abkommen regelt, dass Schiffswracks unabhängig vom Fundort dem Herkunftsland der Schiffe gehören.

### Schweiz
Ein Schatz gehört dem Grundstückseigentümer, der Finder hat einen schuldrechtlichen Anspruch auf angemessene Vergütung bis zur Hälfte des Wertes (Art 723 Abs. 2 und 3 ZGB). Werden hingegen herrenlose Naturkörper oder Altertümer von erheblichem wissenschaftlichem Wert aufgefunden, so gelangen sie in das Eigentum des Kantons, in dessen Gebiet sie gefunden worden sind (Art. 724 Abs. 1 ZGB).

### Österreich
Österreich wendet nach § 399 ABGB die gleiche zivilrechtliche Regelung wie Deutschland an, kennt jedoch nicht das Schatzregal wie Deutschland und die Schweiz.

## Sagenhafte Schätze – Fiktion, Literatur, Filme (Auswahl)
| - Templerschatz - Schatz von Oak Island - Heiliger Gral - Nibelungenhort - Eldorado - Gold der Zaren | - Der Schatz im Silbersee, Roman von Karl May - Die Schatzinsel, Roman von Robert Louis Stevenson - Der Hobbit, Roman von J.R.R. Tolkien - Die Abenteuer des Tom Sawyer, Roman von Mark Twain - Fluch der Karibik, Spielfilm von Gore Verbinski (Regie) - Der Schatz der Azteken, Spielfilm von Robert Siodmak (Regie) - Der Schatz der Sierra Madre, Spielfilm von John Huston (Regie) |

## Schatzfunde und Schätze (Auswahl)
| - Schatzfund von Åker - Schatzfund von Aliseda - Schatzfund von Bet Sche'an - Schatzfund von Bokel - Schatzfund von El Carambolo - Schatzfund von Fuchsenhof - Schatzfund von Gaio - Schatzfund von Gjerrild - Schatzfund von Herringe - Schatzfund von Lengerich | - Schatzfund von Środa Śląska - Schatzfund von Weißenburg - Schatzfunde von Klein-Roscharden - Schatzfunde von Szilágysomlyó - Schatz des Priamos - Schatz der Sachsen - Schatz von Beilen - Schatz von Berthouville - Schatz von Borowo | - Schatz von Boscoreale - Schatz von Colmar - Schatz von Eberswalde - Schatz von Kaper Koraon - Schatz von Kriebstein - Schatz von Lucklum - Schatz von Mari - Schatz von Martyniwka - Schatz von Mildenhall - Schatz von Nagyszentmiklós - Schatz von Oak Island | - Schatz von Panagjurischte - Schatz von Pietroasa - Schatz von Preslaw - Schatz von Quetta - Schatz von Silverdale - Schatz von Staffordshire - Schatz von Stige - Schatz von Villena - Oxus-Schatz | - Seuso-Schatz - Jüdischer Schatz von Erfurt - Silberhort von Gåtebo - Kathreinfund - Depotfund von Harrogate - Himmelsscheibe von Nebra - Welfenschatz - Hildesheimer Silberfund - Ratssilber#Lüneburg |